# Hieronim Blaszyński
Hieronim Blaszyński (ur. 21 września 1930 w Maleninie, zm. 9 lipca 2018) – polski rolnik i polityk, poseł na Sejm PRL VII i VIII kadencji.

## Życiorys
Wykształcenie podstawowe, z zawodu rolnik. W 1953 wstąpił do Polskiej Zjednoczonej Partii Robotniczej. Sekretarz podstawowej organizacji partyjnej PZPR w Maleninie, członek egzekutywy komitetu gminnego partii w Witkowie i członek komitetu wojewódzkiego PZPR w Koninie. W 1976 uzyskał mandat posła na Sejm PRL VII kadencji w okręgu Konin, w trakcie której zasiadał w Komisji Leśnictwa i Przemysłu Drzewnego oraz w Komisji Rolnictwa i Przemysłu Spożywczego. W 1980 uzyskał reelekcję, tejże kadencji zasiadał w tych samych komisjach, a następnie w Komisji Rolnictwa, Gospodarki Żywnościowej i Leśnictwa. Pod koniec życia pełnił funkcję prezesa witkowskiego koła Związku Kombatantów RP i Byłych Więźniów Politycznych.
Otrzymał Medal 10-lecia Polski Ludowej i Medal 30-lecia Polski Ludowej.